# Nicolaes Pietersz. Berchem
Nicolaes Pietersz. Berchem (* 1. Oktober 1620 in Haarlem; † 18. Februar 1683 in Amsterdam) war ein niederländischer Maler, Zeichner und Graphiker.
Berchems Lebenslauf lässt sich nur lückenhaft skizzieren, da über verschiedene Zeiträume keinerlei oder nur unzureichende Quellen vorhanden sind. Sein erster Lehrer war sein Vater, der Haarlemer Stilllebenmaler Pieter Claesz. Ausgebildet wurde er wahrscheinlich von Jan van Goyen, Jan Wils, Pieter de Grebber und Nicolaes Moeyaert. 1642 trat er in die Haarlemer Sankt-Lukasgilde ein. 

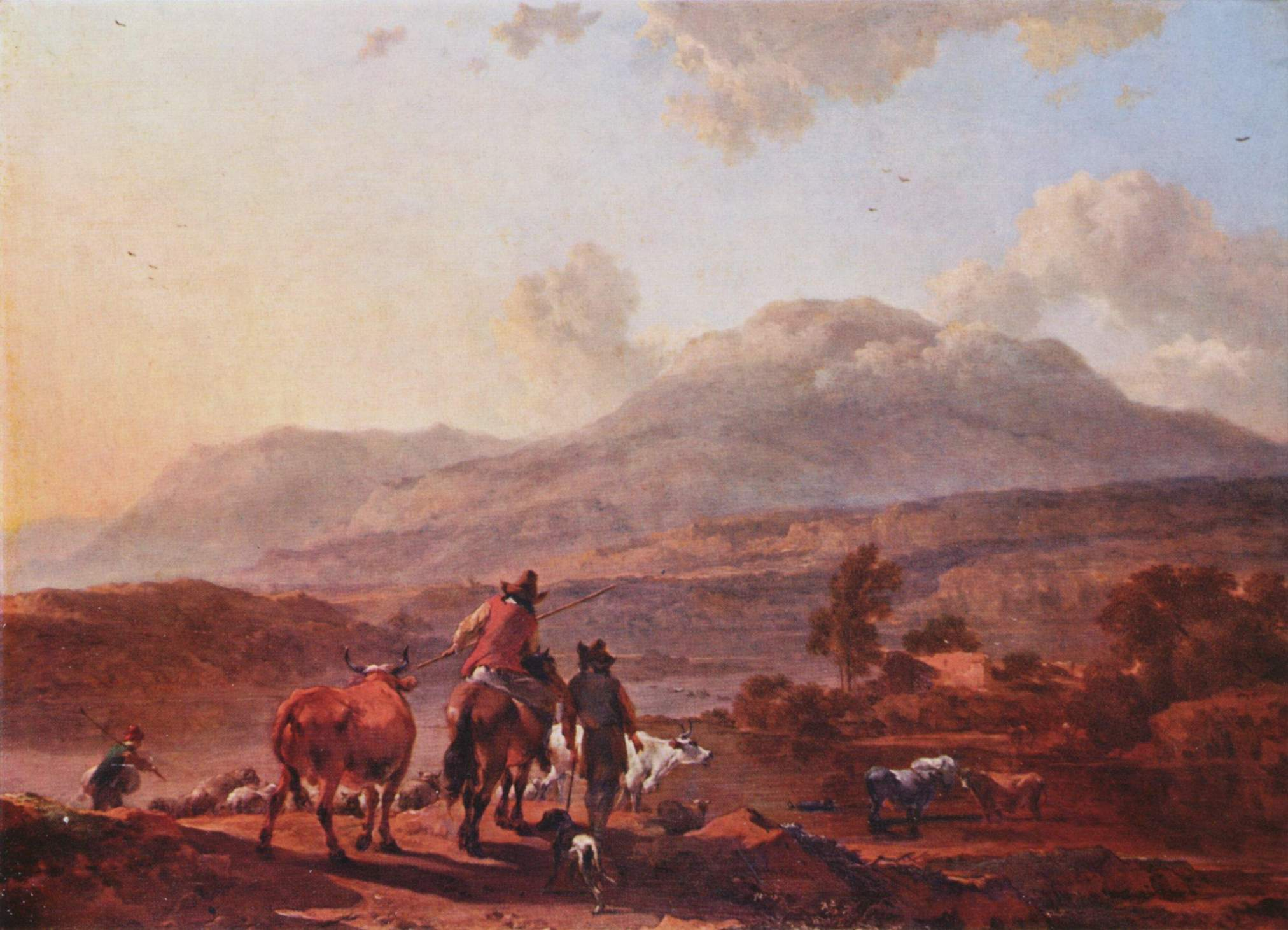
Italienische Abendlandschaft

Berchem war selbst als Lehrer tätig, so studierten Jacob Ochtervelt und Pieter de Hooch nach 1646 bei ihm.
Vermutlich hielt er sich eine Weile in Italien auf, was zwar bisher nicht durch Dokumente zu belegen ist, worauf jedoch seine Landschaftsbilder selbst hinweisen. Mögliche Zeiträume sind 1642 bis 1643 oder 1653 bis 1655. Seine ab 1655 entstandenen Bilder unterscheiden sich mit ihrer Lichtbehandlung und ihrer südlichen Atmosphäre von früheren, die unter dem Eindruck zeitgenössischer niederländischer Landschaftsmalerei entstanden sind. 1677 ließ Berchem sich in Amsterdam nieder, wo er 1683 starb. Sein Grab befindet sich in der Westerkerk in Amsterdam.
Berchem zählt zu den Hauptvertretern der niederländischen Landschaftsmalerei des 17. Jahrhunderts. Prägend für seine Malweise war der – wahrscheinliche – Aufenthalt in Italien. Seit dieser Zeit zeigen seine Zeichnungen und Gemälde arkadische Landschaften, von denen es unzählige Variationen gibt und bei denen eine sehr differenzierte und meisterliche Lichtbehandlung auffällt. Anregungen dürfte er auch von den in Rom tätigen Bamboccianti aufgenommen haben, die derbe Genreszenen malten. Er war ein Meister der Figuren- und Tiermalerei. Von Malerkollegen wie Jacob van Ruisdael oder Meindert Hobbema wurde Berchem mit Personen- und Tierstaffagen in ihren Bildern beauftragt.
Berchem war ein außerordentlich produktiver Künstler. Neben den italianisierenden Landschaften malte er phantastische Hafenszenen, Winterlandschaften, Genrebilder, Jagdszenen sowie religiöse, mythologische und allegorische Bilder. Er hat ein umfangreiches Werk hinterlassen, es umfasst Gemälde, Handzeichnungen und rund 60 Radierungen.

## Werke

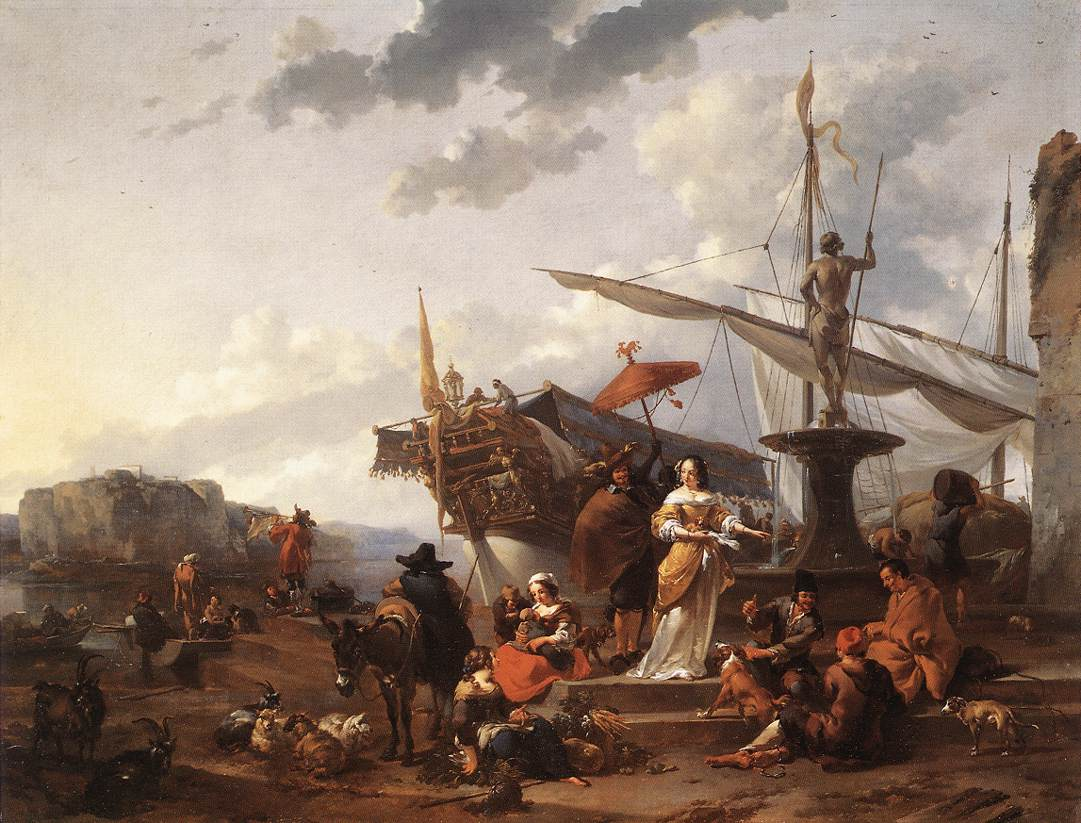
Hafenszene, Wallace Collection, London

- Allegorie von Amsterdam, Öl auf Ln, 175 × 148 cm, Historisches Museum, Amsterdam
- Landschaft bei Tivoli, Öl auf Ln, 105,5 × 94 cm, Fondation Custodia, Paris
- Landschaft mit Schloß Bentheim, 1656, Öl auf Ln, 138 × 103 cm, Gemäldegalerie Alte Meister, Dresden
- Landschaft mit rastenden Schafhirten, 1646, Öl auf Holz, 46,8 × 56 cm, Szépmüvészeti Múzeum, Budapest
- Italienische Landschaft mit Ruinen und Figuren, 1655, Schloss Windsor
- Drei Herden, 1656, Rijksmuseum, Amsterdam
- Der alte Hafen von Genua, 84 × 105 cm, Wallace Collection, London
- Animalia, um 1645/1650, Radierungen